# Ефремов, Валерий Александрович
Вале́рий Алекса́ндрович Ефре́мов (род. 2 февраля 1949, Сталиногорск, Московская область) — советский футболист, нападающий.

## Карьера
Почти вся футбольная карьера Валерия Ефремова связана с новомосковским «Химиком». Уже в 18 лет он стал основным нападающим команды, забив в первый сезон 10 мячей.
В 1971 году Ефремов выступал за пензенский «Химмашевец», куда его пригласил Михаил Антоневич, прежде работавший в Новомосковске.
Завершил карьеру в возрасте 28 лет. Всего за «Химик» провёл 11 сезонов, сыграл 341 матч и забил 108 голов. Впоследствии работал детским тренером.